# Рубахина
Руба́хина — деревня в Нижнеудинском районе Иркутской области. Входит в Усть-Рубахинское муниципальное образование.

## География
Находится в 5 км к юго-востоку от города Нижнеудинска и, в 3 км к северо-востоку от центра сельского поселения, села Мельница, на левом берегу реки Уды, ниже впадения в неё реки Рубахина. На западной окраине деревни — остановочный пункт Рубахино ВСЖД на Транссибирской магистрали.

## Население
| 2002 | 2010 | 2011 | 2012 |
| ---- | ---- | ---- | ---- |
| 423  | ↗429 | ↘428 | ↘426 |